# Kohgiluje wa Bujerahmad
Kohgiluje wa Bujerahmad (pers. ‏استان کهگیلویه و بویراحمد‎) – ostan w południowo-zachodnim Iranie. Stolicą jest Jasudż.

## Geografia
Ostan Kohgiluje wa Bujerahmad położony jest południowo-zachodniej części kraju w obrębie drugiego regionu administracyjnego. Od północnego wschodu graniczy on z ostanami Czahar Mahal wa Bachtijari i Isfahan, od południowego wschodu z Farsem, od południowego zachodu z Buszehr, a od zachodu i północnego zachodu z Chuzestanem. Zajmuje powierzchnię 15 504,1 km² i większości leży w górach Zagros.
Klimatycznie Kohgiluje wa Bujerahmad dzieli się na dwa obszary. Obszar gorętszy, położony w południowej i zachodniej części ostanu ma klimat półpustynny. Wieją w nim ciepłe wiatry, a opady są w porównaniu z drugim obszarem raczej niskie i wahają się od 350 do 500 mm średniorocznie. Obszar chłodniejszy, położony w północnej i wschodniej części ostanu na wysokości 2100 m n.p.m., cechują obfite opady śniegu, temperatury spadające zimą do -10 °C i średnia roczna opadów w zakresie 600 do 800 mm.
Do większych miejscowości położonych na terenie ostanu należą: stołeczny Jasudż, Sisacht, Dehdaszt, Dogonbadan, Diszmok, Lande, Baszt, Margun, Dil i Sarab-e Tawe.

## Demografia

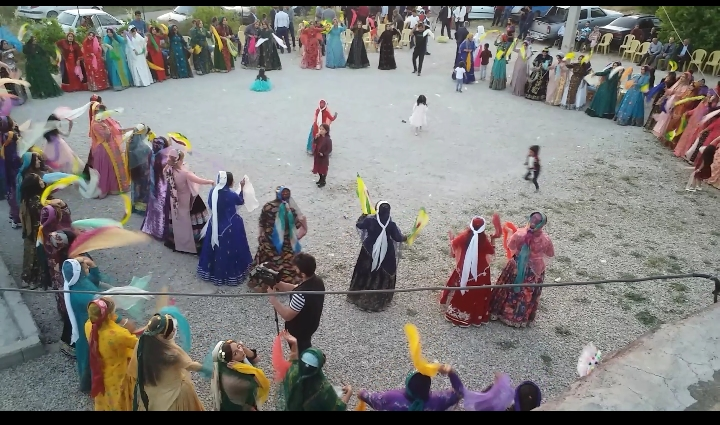
Taniec chusteczką; Południowi Lurowie w Kohgiluje wa Bujerahmad

Według spisu ludności z 2006 roku Kohgiluje wa Bujerahmad zamieszkiwało 634 299 osób. Spis ludności z 2011 roku podaje 658 629 mieszkańców, co stanowiło 0,88% populacji kraju. Wśród tych osób 329 079 stanowili mężczyźni, a 329 550 kobiety. 69,1% stanowi ludność w wieku 15-64 lat, 26,4% w wieku do lat 14, a 4,5% w wieku lat 65 i starsi.